# Ninh Hải (huyện)
Ninh Hải là một huyện ven biển nằm ở phía đông tỉnh Ninh Thuận, Việt Nam.

## Địa lý
Huyện Ninh Hải nằm ở phía đông tỉnh Ninh Thuận, vị trí địa lý:
- Phía bắc giáp huyện Thuận Bắc
- Phía tây nam giáp thành phố Phan Rang – Tháp Chàm
- Phía tây bắc giáp huyện Bác Ái
- Phía đông và đông nam giáp Biển Đông.

Huyện Ninh Hải có diện tích 253,58 km², dân số năm 2019 là 92.231 người, mật độ dân số đạt 364 người/km².

### Đặc điểm địa hình
Địa hình đồi núi chiếm khoảng 50% diện tích toàn huyện.
Về núi có núi Chúa (cao 1.040 m).
Sông ngòi có sông Trần, Kiền Kiền, Đông Nha. Bờ biển dài 54 km, có 4 cửa lạch, nhiều bãi san hô, nhiều đầm nuôi tôm (đầm Nại, đầm Vua, Phương Cựu). Đầm Nại có diện tích mặt nước 700 ha, và hơn 500 ha vùng ven đầm ngập mặn thuận lợi cho nuôi tôm sú. Đầm Vua và các vùng khác với diện tích 500 ha phát triển nghề muối công nghiệp của tỉnh Ninh Thuận. Nhìn chung địa hình huyện Ninh Hải khá thuận lợi cho việc phát triển kinh tế tổng hợp nông – lâm – ngư nghiệp, công nghiệp và du lịch.

### Dân cư
Dân số tính đến năm 2001 là 118.585 người, chiếm 22,40% số dân toàn tỉnh, chủ yếu gồm các dân tộc: Kinh, Chăm.

### Khí hậu
Ninh Hải có khí hậu nhiệt đới gió mùa, nhiệt độ trung bình 27,6 °C, lượng mưa trung bình 787 mm/năm. Độ ẩm không khí trung bình 71%, có 2 mùa: mùa mưa từ tháng 8 đến tháng 11, mùa khô từ tháng 12 đến tháng 7 năm sau, ít có bão.

### Kinh tế
- Nông nghiệp: trồng bông, lúa, dừa.

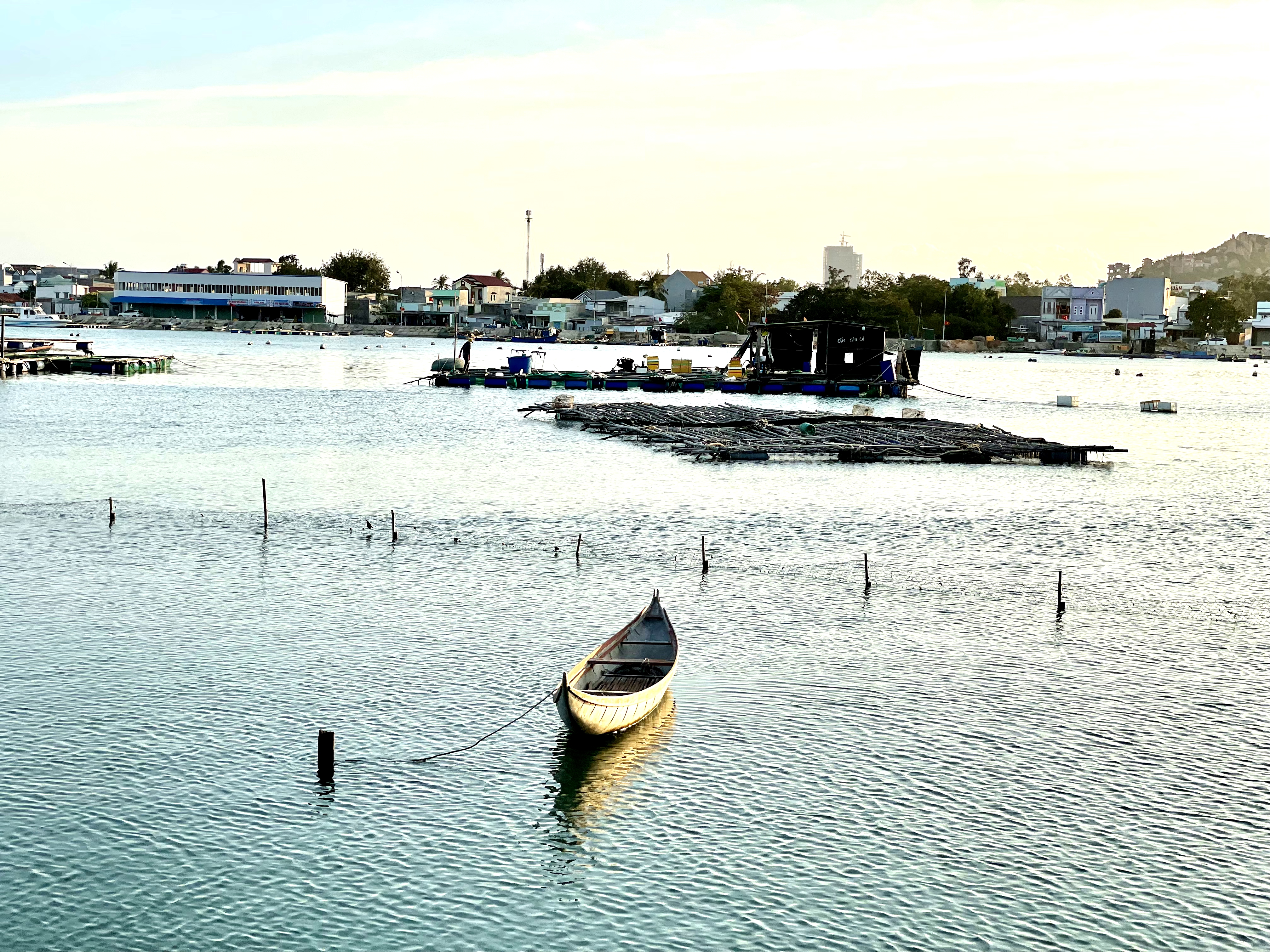
Bè nuôi hải sản trên Đầm Nại

- Ngư nghiệp: nuôi tôm, đánh bắt hải sản, sản xuất muối, chế biến hải sản.
- Công nghiệp: cơ khí sửa chữa, khai thác đá ốp lát, đá chẻ, vật liệu xây dựng.

## Hành chính

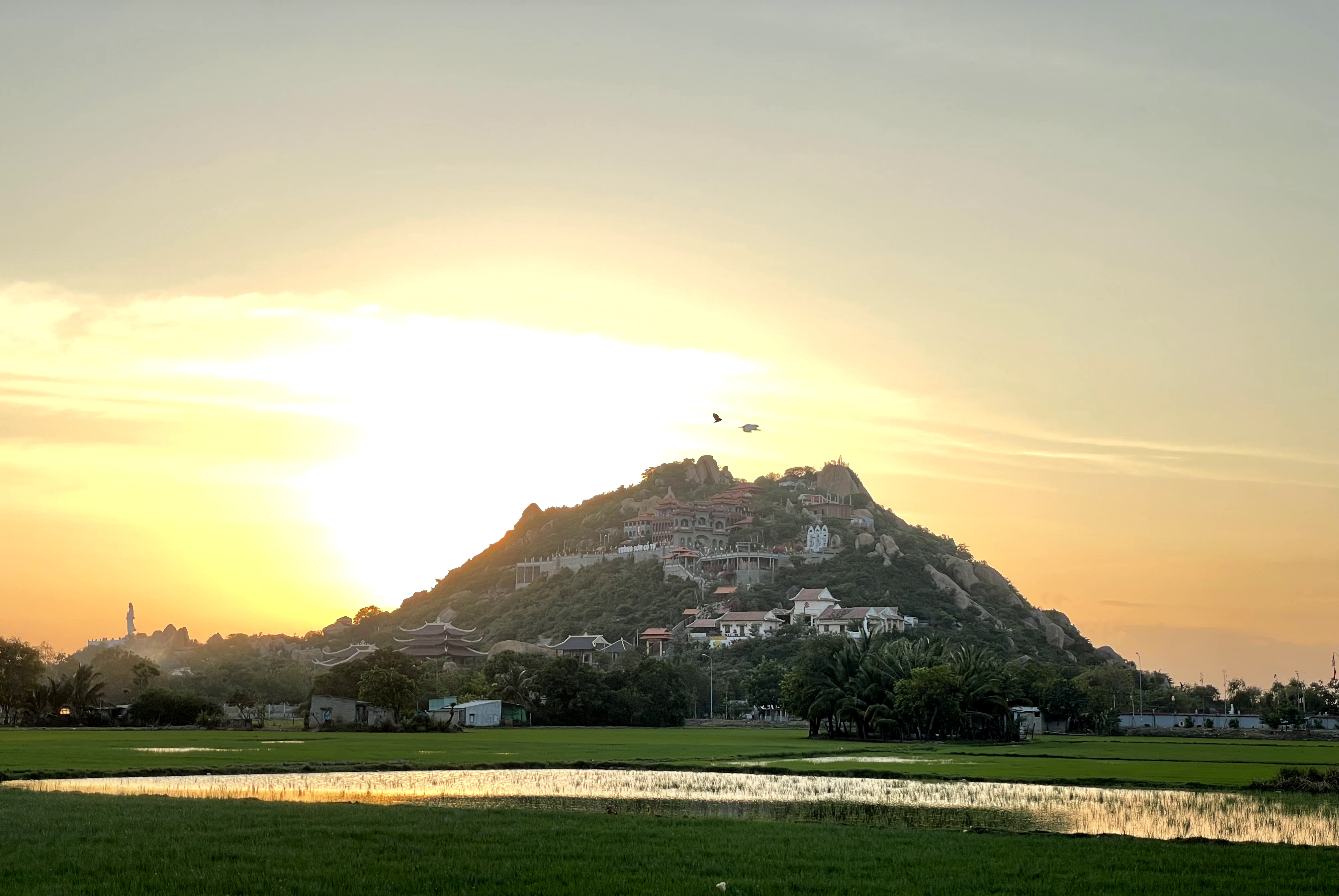
Núi đá Chồng, một trong những ngôi chùa lớn nhất tỉnh Ninh Thuận: Thiền viện Trúc Lâm Viên Ngộ và Trùng Sơn Cổ tự

Huyện Ninh Hải có 9 đơn vị hành chính cấp xã trực thuộc, bao gồm thị trấn Khánh Hải (huyện lỵ) và 8 xã: Hộ Hải, Nhơn Hải, Phương Hải, Tân Hải, Thanh Hải, Tri Hải, Vĩnh Hải, Xuân Hải.

## Lịch sử

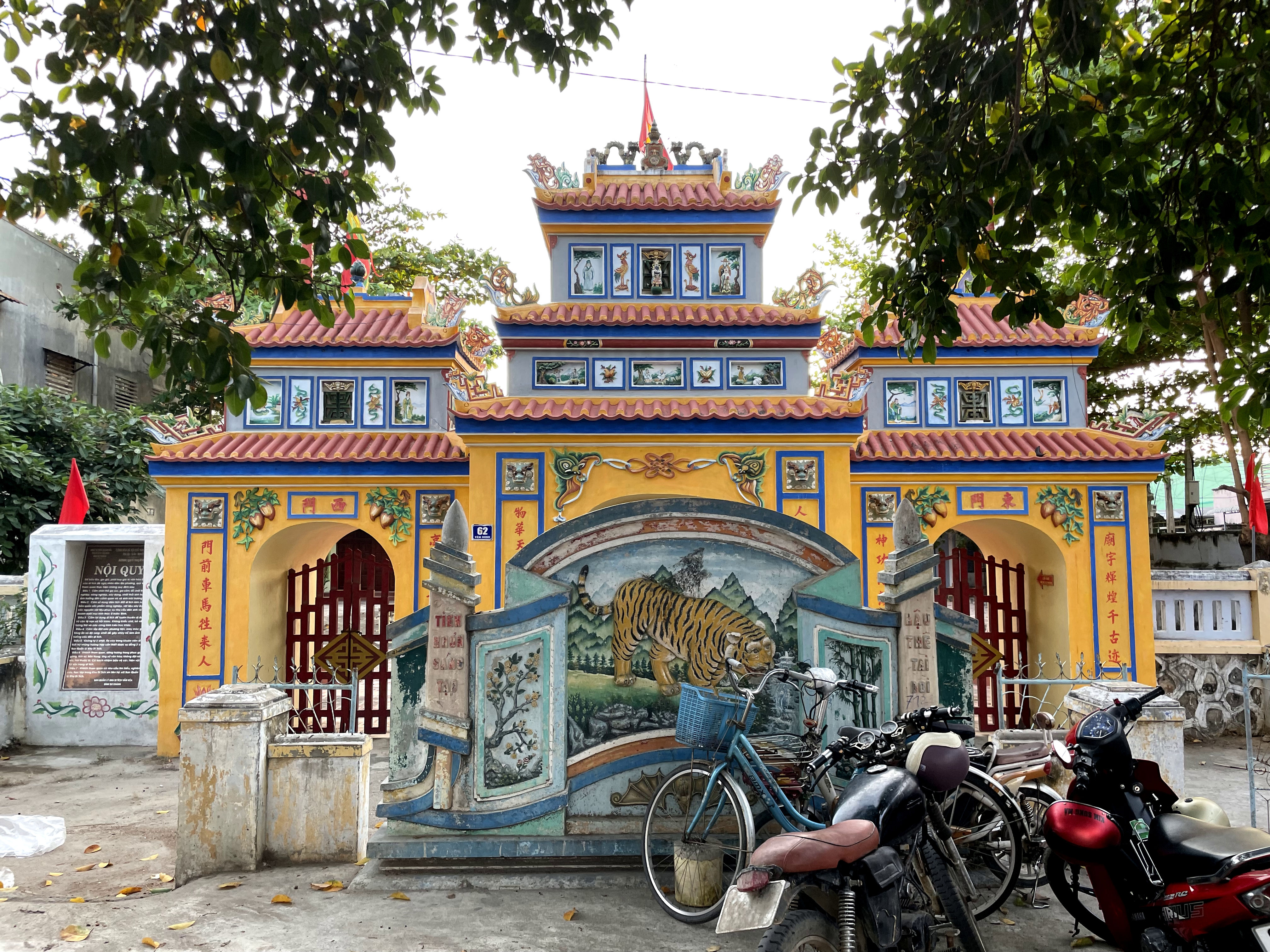
Đình làng Dư Khánh xây năm 1819, được công nhận Di sản Lịch sử Văn hoá Quốc gia

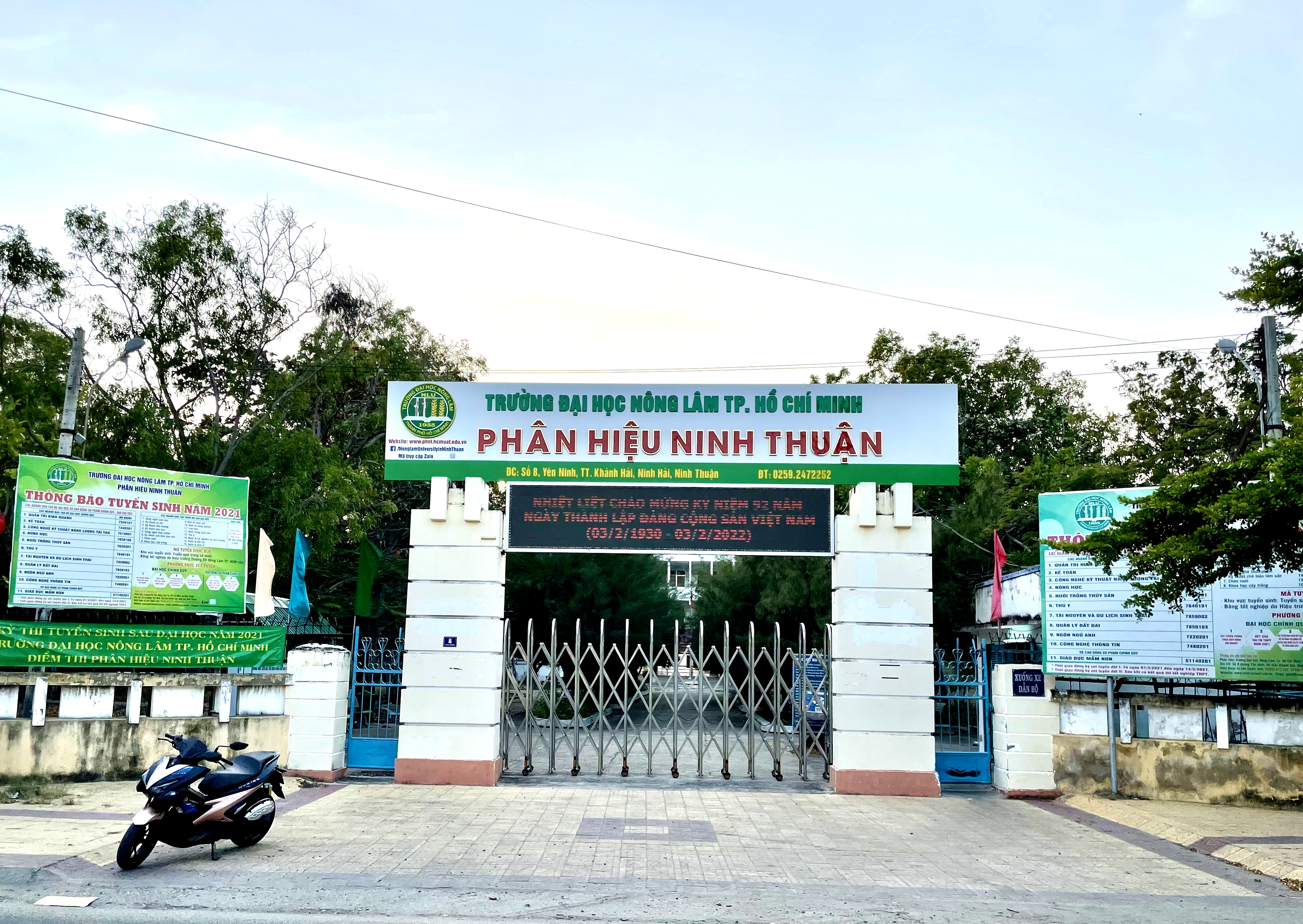
Trường Đại học Nông Lâm, phân hiệu Ninh Thuận, trước đây là Trường Cao đẳng Sư phạm Ninh Thuận

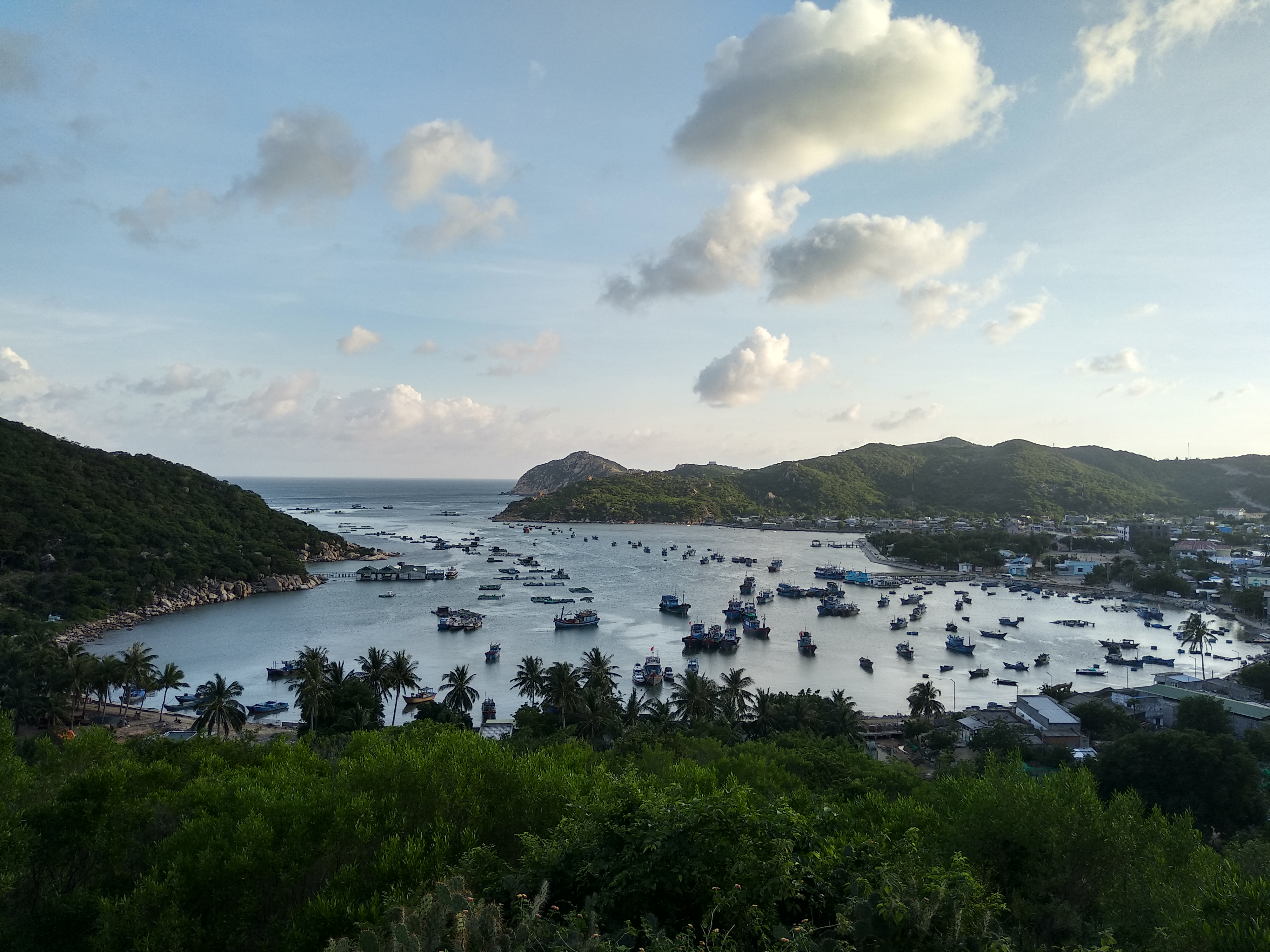
Vịnh Vĩnh Hy

Tháng 2 năm 1976, tỉnh Ninh Thuận hợp nhất với hai tỉnh Bình Thuận và Bình Tuy thành tỉnh Thuận Hải, huyện Ninh Hải thuộc tỉnh Thuận Hải.
Ngày 27 tháng 4 năm 1977, Hội đồng Chính phủ ban hành Quyết định 124-CP. Theo đó:
- Sáp nhập 6 phường: Mỹ Hương, Tấn Tài, Kinh Dinh, Thanh Sơn, Phủ Hà, Đạo Long của thị xã Phan Rang vừa giải thể và 4 xã: Phước Diêm, Phước Dinh, Phước Hải, Phước Tân của huyện An Phước vừa giải thể vào huyện Ninh Hải
- Giải thể 6 phường: Mỹ Hương, Tấn Tài, Kinh Dinh, Thanh Sơn, Phủ Hà và Đạo Long để thành lập thị trấn Phan Rang (thị trấn huyện lỵ huyện Ninh Hải).

Sau khi điều chỉnh địa giới hành chính, huyện Ninh Hải có 19 đơn vị hành chính trực thuộc, bao gồm thị trấn Phan Rang và 18 xã: Cát Hải, Đông Hải, Hộ Hải, Khánh Hải, Mỹ Hải, Nhơn Hải, Phước Chiến, Phước Công, Phước Diêm, Phước Dinh, Phước Hải, Phước Kháng, Phước Lợi, Phước Tân, Phượng Hải, Văn Hải, Vĩnh Hải, Xuân Hải.
Ngày 13 tháng 3 năm 1979, Hội đồng Chính phủ ban hành Quyết định số 104-CP. Theo đó:
- Tách các thôn Lương Cách, Tân Hội của xã Hộ Hải, các thôn Công Thành, Thành Ý của xã Xuân Hải và thôn Đài Sơn của thị trấn Phan Rang để thành lập xã Thành Hải
- Tách các thôn Bà Tháp, Gò Cạn, Gò Đền của xã Hội Hải, thôn Mỹ Nhơn của xã Xuân Hải để thành lập xã Tân Hải
- Tách các thôn Tấn Tài A, Tấn Tài B của thị trấn Phan Rang, thôn Tấn Lộc của xã Mỹ Hải để thành lập xã Tấn Hải
- Tách các thôn Phước Lập, Văn Lâm của xã Phước Nam, thôn Chung Mỹ của xã Phước Dân (huyện An Sơn) để thành lập xã Lâm Hải
- Đổi tên xã Phước Công thành xã Công Hải
- Đổi tên xã Phước Lợi thành xã Lợi Hải
- Đổi tên xã Phước Tân thành xã An Hải
- Đổi tên xã Phước Dinh thành xã Dinh Hải
- Đổi tên xã Phước Diêm thành xã Diêm Hải
- Đổi tên xã Phượng Hải thành xã Tri Hải
- Đổi tên xã Cát Hải thành xã Phương Hải

Từ đó, huyện bao gồm thị trấn Phan Rang và 22 xã: An Hải, Phương Hải, Công Hải, Diêm Hải, Dinh Hải, Đông Hải, Hộ Hải, Khánh Hải, Lâm Hải, Lợi Hải, Mỹ Hải, Nhơn Hải, Phước Chiến, Phước Hải, Phước Kháng, Tân Hải, Tấn Hải, Thành Hải, Tri Hải, Văn Hải, Vĩnh Hải, Xuân Hải.
Ngày 1 tháng 9 năm 1981, Hội đồng Bộ trưởng ban hành Quyết định số 45-HĐBT. Theo đó:
- Tách thị trấn Phan Rang và 4 xã: Khánh Hải, Tấn Hải, Thành Hải, Văn Hải để tái lập thị xã Phan Rang – Tháp Chàm (nay là thành phố Phan Rang – Tháp Chàm)
- Tách 5 xã: An Hải, Diêm Hải, Dinh Hải, Lâm Hải và Phước Hải để thành lập huyện Ninh Phước

Huyện Ninh Hải còn lại 13 xã: Công Hải, Đông Hải, Hộ Hải, Lợi Hải, Mỹ Hải, Nhơn Hải, Phước Chiến, Phước Kháng, Phương Hải, Tân Hải, Tri Hải, Vĩnh Hải và Xuân Hải.
Ngày 30 tháng 10 năm 1982, chuyển 2 xã: Mỹ Hải và Đông Hải về thị xã Phan Rang – Tháp Chàm quản lý.
Ngày 28 tháng 11 năm 1983, di chuyển huyện lỵ từ thôn Tri Thủy (xã Tri Hải) về thôn Ba Tháp (xã Tân Hải).
Tháng 7 năm 1991, chuyển xã Khánh Hải thuộc thị xã Phan Rang – Tháp Chàm về huyện Ninh Hải quản lý, đến thời điểm này huyện có 12 xã trực thuộc.
Ngày 26 tháng 12 năm 1991, tỉnh Ninh Thuận được tái lập, huyện trở lại thuộc tỉnh Ninh Thuận.
Ngày 28 tháng 5 năm 1994, chuyển xã Khánh Hải thành thị trấn Khánh Hải (thị trấn huyện lỵ huyện Ninh Hải).
Từ đó đến cuối năm 2004, huyện Ninh Hải bao gồm thị trấn Khánh Hải và 11 xã: Công Hải, Hộ Hải, Lợi Hải, Nhơn Hải, Phước Chiến, Phước Kháng, Phương Hải, Tân Hải, Tri Hải, Vĩnh Hải, Xuân Hải.
Ngày 7 tháng 7 năm 2005, Chính phủ ban hành Nghị định 84/2005/NĐ-CP về việc:
- Thành lập xã Thanh Hải trên cơ sở 661,20 ha diện tích tự nhiên và 6.332 nhân khẩu của xã Nhơn Hải
- Thành lập xã Bắc Sơn trên cơ sở 6.280 ha diện tích tự nhiên và 5.954 nhân khẩu của xã Phương Hải
- Thành lập xã Bắc Phong trên cơ sở 2.193 ha diện tích tự nhiên và 6.142 nhân khẩu của xã Tân Hải
- Tách 6 xã: Lợi Hải, Công Hải, Phước Chiến, Phước Kháng, Bắc Sơn và Bắc Phong để thành lập huyện Thuận Bắc.

Huyện Ninh Hải còn lại 1 thị trấn và 8 xã như hiện nay.

## Giao thông
Ninh Hải có Quốc lộ 1, đường sắt Bắc Nam, tỉnh lộ 702 chạy ngang qua địa phận huyện.

## Du lịch
- Vườn quốc gia Núi Chúa
- Vịnh Vĩnh Hy
- Bãi tắm Ninh Chữ